# Krolewno niebieska
Krolewno niebieska – średniowieczna antyfona wielkanocna i maryjna w języku polskim, zapisana w drugiej połowie XV wieku.
Oryginalny zapis nie posiadał tytułu – pieśń nazywana jest od jej incipitu „Krolewno niebieska”. Pieśń jest swobodną parafrazą łacińskiej antyfony Regina Coeli, składającej się z czterech zwrotek. Autor polskiej wersji dodał w ostatniej zwrotce metaforę morza jako przestrzeni groźnej, nieprzyjaznej człowiekowi, którego życie doczesne jest żeglowaniem do zbawienia.